# 24 Horas de Le Mans 1994
Las 24 Horas de Le Mans 1994 fue el 62.º Gran Premio de Resistencia, y tuvo lugar los días 18 y 19 de junio de 1994.
La carrera de 1994 fue ganada por un auto que tenía sus raíces en un diseño de 10 años. Porsche explotó una peculiaridad inusual en las regulaciones de GT en ese momento, usando al magnate de la moda alemana Jochen Dauer en un plan para tener una versión legal de calle del obsoleto Porsche 962 construido. Utilizando este diseño de autos de carretera, Porsche ingresó a dos Dauer 962 Le Mans modificados para carreras en la categoría GT. Con el apoyo de fábrica, el nuevo 962 pudo llevarse la victoria, los otros 962 quedaron en un tercer lugar. Toyota, después de quitarse el polvo de un par de chasis del Grupo C después de que su motor TS010 de 3.5 litros ya no era elegible, sufrió problemas de transmisión cuando faltaban 90 minutos para que Eddie Irvine terminara segundo en su 94C-V.

## Reglamentos y entradas
Después de la muerte de las carreras mundiales de autos deportivos (aparte de la serie IMSA en Norteamérica), las carreras de GT pasaron a primer plano. Sabiendo que los equipos siempre querrían competir con los prototipos de autos deportivos en Le Mans, el Automobile Club de l'Ouest (ACO) ideó una fórmula de equivalencia pionera para permitir que los autos GT basados en la producción compitan por la victoria absoluta contra su propia LMP Clase y los coches IMSA WSC. Después de la muerte de las carreras de autos deportivos (aparte de la serie IMSA en América del Norte), las carreras de GT pasaron a primer plano. Sabiendo que los equipos siempre compiten con los prototipos de autos deportivos en Le Mans, el Automóvil Club de l'Ouest (ACO) es una fórmula de equivalencia pionera para permitir que los autos se basen en la producción compitan por la victoria absoluta contra su propia Clase LMP y los coches IMSA WSC. Esto involucraba a los limitadores de admisión de aire del motor, tanques de combustible más pequeños y pesos mínimos para limitar el rendimiento de los prototipos.  La ACO también permitió los viejos autos del Grupo C de 1990, pero ahora tenían que ser de techo abierto, con pisos bajos.
Las nuevas reglas de GT de FISA se desarrollaron a lo largo de 1993, alineadas con la ACO, IMSA y la JAF japonesa, definiendo un GT como un automóvil de carretera en venta al público y registrado para uso en carretera en dos de los siguientes países: Francia, Gran Bretaña , Alemania, Estados Unidos o Japón. Para dar tiempo a que los participantes se preparen, la ACO se vio obligada a emitir sus propios reglamentos de GT en septiembre de 1993, antes de que FISA hubiera completado su trabajo. Un resumen de las restricciones:
- LM-WSC: tanque de combustible 80L, salida objetivo de 550 bhp, peso mínimo 900 kg (920 kg para turbos), ancho máximo del neumático 16"
- LM P2: tanque de combustible 80L, salida objetivo de 400 bhp, peso mínimo 620 kg, con motores de producción, ancho máximo del neumático 12"
- LM GT1: tanque de combustible 120L, salida objetivo de 650 bhp, peso mínimo 1000 kg, ancho máximo del neumático 14"
- LM GT2: tanque de combustible 120L, salida objetivo de 450 bhp, peso mínimo de 1050 kg, ancho máximo del neumático 12"
- IMSA GT-Supreme: tanque de combustible 100L, salida objetivo de 650 bhp, peso mínimo 1000 kg, ancho máximo del neumático 16"

Los niveles mínimos de producción anual fueron 25 para GT1, y 200 para GT2, sin embargo, una laguna crucial en las reglas permitió a un fabricante solicitar la homologación de GT1 incluso cuando aún estaba planificando el diseño del automóvil y antes de que se hiciera cualquier automóvil, lo que significa un prototipo único para un modelo propuesto podría ser corrido. Varios fabricantes detectan esta exención y la explotarían, especialmente Porsche, quien logró homologar el 962C, que ya tiene una década de antigüedad.

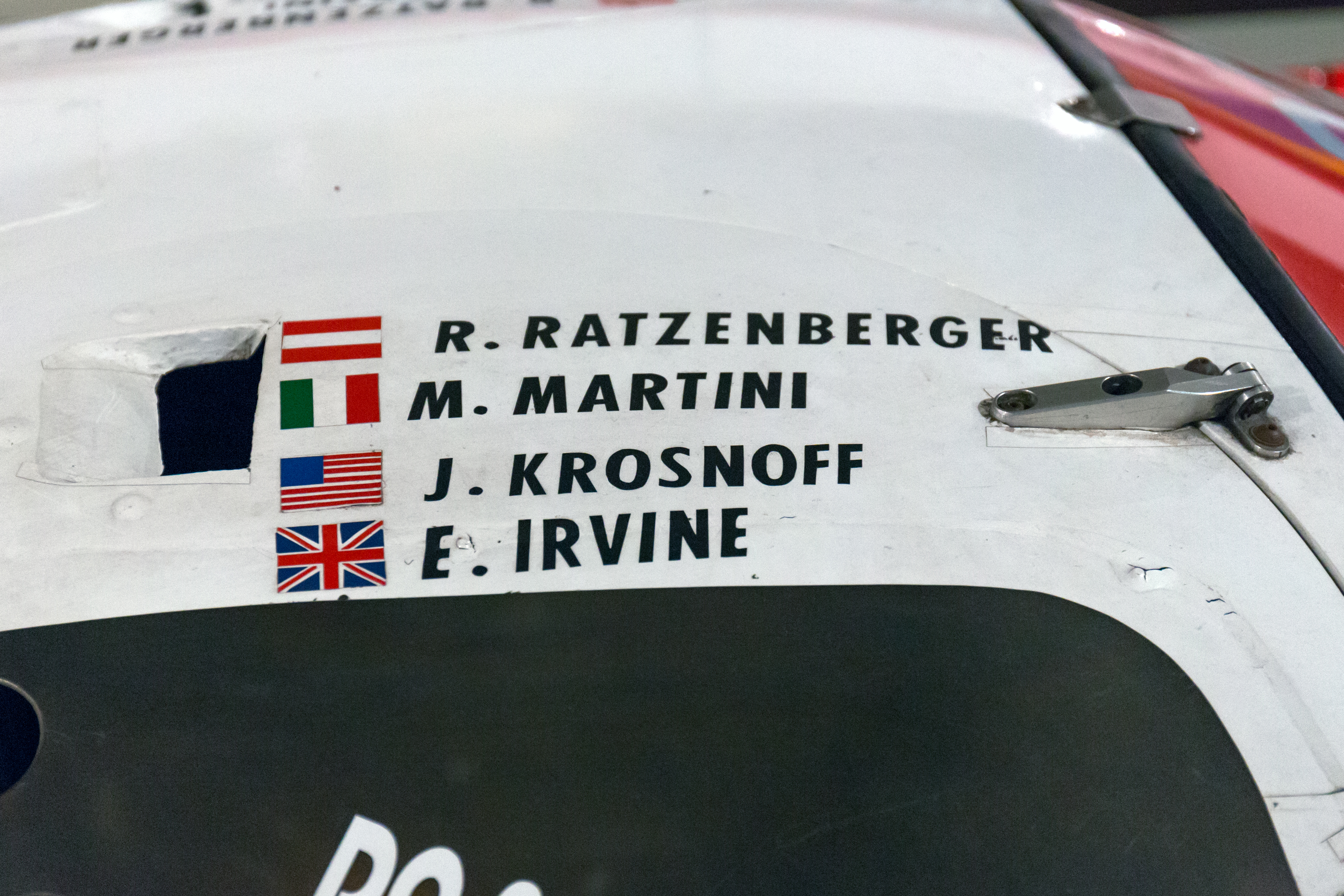
El nombre de Roland Ratzenberger se dejó en el Toyota 94C-V como un homenaje.

En general, el interés fue muy alto, ya que el ACO recibió 83 solicitudes, aceptando más de 50 reservas, para competir por los 48 puestos de salida. Del envejecimiento de la población del Grupo C, solo había 8 coches LMP1 y 4 entradas LMP2. Toyota estaba respaldando a dos equipos japoneses conduciendo su nuevo Toyota 94C-V. Roland Ratzenberger estaba originalmente programado para conducir en el SARD Toyota, pero murió trágicamente en la clasificación para el Gran Premio de San Marino. Eddie Irvine tomó su lugar en el equipo, y el nombre de Ratzenberger se dejó en el auto en homenaje.
Yves Courage, que aún intentaba emular a Jean Rondeau con un propietario/corredor ganador de Le Mans, tenía tres de sus propios autos, y los hermanos Kremer tenían un nuevo espía con la librea de Gulf Racing. Roland Bassaler también aprovechó la oportunidad para ejecutar su antigua ALPA de 1982 (Sehcar/née Sauber) una última vez. Welter Racing volvió a lanzar dos LMP2 muy rápidos. Las dos entradas estadounidenses de WSC se retiraron más tarde, sin embargo, hubo tres participantes para la categoría de silueta IMSA GT-S. Estos incluyeron a los dos Nissans del equipo ganador de un campeonato de Clayton Cunningham que anteriormente en el año ganaron las carreras de resistencia de Daytona y Sebring.
En GT, las dos entradas directas fueron en GT2, con los debutantes Honda trabajando con los hermanos Kremer trayendo tres nuevos autos NSX, y un par de Lotus Esprit S300 ingresados por Hugh Chamberlain. Los dos facsímiles Porsche 962 fueron ingresados por Jochen Dauer y dirigidos por Joest Racing. Todos los 11 marcas diferentes representadas en el campo de GT, incluidos los retornos de Alpine-Renault, Bugatti, De Tomaso y Dodge. Ferrari regresó con algo de fuerza, así como el nuevo y modificado Corvette de Reeves Callaway.

## Calificación
Con las nuevas regulaciones LMP que reducen la potencia, además de reducir la fuerza aerodinámica en un 50%, como era de esperar, los autos del Grupo C tuvieron dificultades y fueron 10 segundos más lentos que antes. Courage tomó confianza al obtener su primera pole position, cortesía de Alain Ferté, expiloto de un solo asiento y Peugeot Works. Derek Bell fue el segundo más rápido en el espionaje de Kremer, luego vino el pequeño WR de LMP2, de Patrick Gonin, golpeando muy por encima de su peso. Pero los problemas de agarre impidieron que Marc Rostan diera una vuelta de calificación, por lo que solo Gonin y Petit pudieron correr. El Dauer 962s comenzó cuarto y sexto, en vueltas que fueron 20 segundos más lentas que la mejor vuelta de 962C, establecida por Oscar Larrauri en 1990, pero 15 segundos más rápido que el verdadero LMP1 Porsche 962C de ADA Engineering.
Los dos Nissan 300SX en la categoría GT-S se ubicaron en el noveno y duodécimo lugar entre el resto del campo LMP, con el siguiente GT más rápido es el Ennea/Obermaier Racing Ferrari F40 comenzando en el 14, justo por delante del Jacadi Racing Venturi del ex El piloto de F1 Olivier Grouillard y Michel Ferté (el hermano menor de Alain). Con la combinación de los GT con los autos deportivos, parecía que ACO tenía la fórmula de equivalencia correcta.

## Carrera

### Inicio
Inicialmente, el Kremer de Bell tomó la iniciativa, pero pronto fue superado por el Courage de Ferté, el favorito local. El Courage de Ricci y el WR de Regout chocaron por primera vez a través de las curvas de Porsche. Luego de girar también en la primera vuelta, Stuck puso a su Dauer-Porsche en la delantera, y con su tanque de combustible 50% más grande (permitiendo 2-3 vueltas adicionales) los dos compañeros de equipo, Stuck y Baldi, pronto corrieron 1-2. Después de ser inicialmente fuerte, Kremer y Courages retrocedieron, y ambos WR-Peugeot tenían problemas con el motor. Así que la persecución fue retomada por los dos toyotas. Danny Sullivan hizo sonar un neumático y giró a su Dauer en la chicane de Ford y, al no poder llegar al pitlane, tuvo que rodar nuevamente todo el recorrido y le costó 11 minutos. Eddie Irvine puso a su Toyota en la delantera, pero cuando se vio obligado a cambiar los discos de freno, el veterano Bob Wollek llevó al Toyota Nisso-Trust al frente cuando cayó la noche. En GT, Anders Olofsson, el piloto profesional del Equipo Ennea Ferrari F40 se encontraba entre los 10 primeros, justo por delante del GT2 líder del Porsche 911 de Larbre, hasta que surgieron problemas con la electrónica.

### Noche
Con las temperaturas más frías de la noche, los neumáticos Courages fueron mucho más efectivos y volvieron a la contienda, con el automóvil Pescarolo/Ferté/Lagorce llegando a la tercera posición a media tarde. Sin embargo, el segundo Courage se retiró con problemas de motor, y a las 2 a. m. Courage de "Pesca" también sucumbió. A las 5 de la mañana, el Nisso-Trust Toyota entró en los pits del líder con una fuerte vibración. Se tardó casi una hora en reemplazar el diferencial, dejándolo caer al quinto. El ADRS Toyota asumió el liderazgo, y tuvo a los perseguidores de Dauer-Porsche cubiertos. Thierry Boutsen tuvo un susto durante la noche cuando los faros de su Dauer fallaron mientras hacía 260 kilómetros por hora acercándose a Tertre Rouge. Más retrasos lo cayeron 3 vueltas detrás del líder. Con la desaparición de Courages y el Kremer, fue el Nissan 300SX restante de Millen/O'Connell/Morton el que avanzó de manera constante hasta el cuarto al amanecer. Una de las grandes sorpresas fue el corsario Bugatti en GT1: impulsado por el ganador de 1993, Éric Hélary, con Alain Cudini y Jean-Christophe Boullion, atrapando y pasando a Larbre Porsche y Callaway Corvette, y llegando hasta la sexta posición general.

### Mañana
Cuando amanecía, el Toyota ADRS seguía liderando. El segundo Toyota estaba persiguiendo al Nissan y finalmente lo alcanzó para el cuarto a la hora del almuerzo cuando este último tenía problemas con la caja de cambios. A lo largo de la mañana, el desafortunado Bugatti necesitó la sustitución de los cuatro turbos. Dejando caer el tablero, en la hora final, un estallido de los neumáticos lanzó a Bouillon a las barreras en la recta de Mulsanne. Luego, después de liderar durante 9 horas y con solo 90 minutos para el final, Krosnoff se detuvo en la entrada del foso sin conducir. Lo estrelló en la tercera marcha y logró llegar a su pitbox. Tomando 13 minutos para reparar una soldadura de engranajes rotos, el Toyota cayó al tercer puesto detrás de los dos Dauer-Porsches, que ahora estaban amamantando frágiles ejes de transmisión. Irvine entró y manejó duro para alcanzar a Boutsen con solo 15 segundos de ventaja. Lo atrapó con solo 2 vueltas para el final cuando Boutsen se quedó atrás detrás de marcadores. A su vez, Boutsen luchó para volver atrás, impidiendo la habitual vuelta de desfile al final, pero no tuvo éxito.

### Final y post carrera
La victoria le dio a Porsche su 13.ª victoria, y para los pilotos fue el tercero de Haywood, el segundo de Dalmas y el primero para Mauro Baldi, quien se convirtió en el ganador número 100 de Le Mans.
Por segunda vez en tres años, Toyota había sido destrozado en el correo. La emocionante batalla de los tres autos principales significó que terminaron 15 vueltas por delante del segundo Toyota, 11 vueltas por delante del GTS Nissan y el Kremer de Derek Bell después de una carrera acosada por problemas inquietantes. El Courage sobreviviente estaba bastante libre de problemas y había sido séptimo en las últimas 6 horas, terminando a más de 450 km detrás del líder. Los primeros dos coches GT2 en casa, en 8 y 9, fueron Porsches de Larbre y los nuevos equipos de Ecurie Biennoise, ambos funcionaron como un reloj.
Desde el éxito de Le Mans, Dauer Sportwagen vendió posteriormente una docena de 962 autos de carretera. A pesar de encontrarse con problemas, los tres Honda GT terminaron, dando un gran corazón a los ejecutivos de Honda después de su primera incursión en Le Mans. También se suponía que este era el Le Mans de Derek Bell, manejando el Kremer con motor Porsche. Sin embargo, la tentación de conducir un McLaren F1 GTR con su hijo Justin (que había corrido en el Dodge Viper en esta carrera) el año siguiente fue demasiado fuerte.

## Resultados
| Pos | Clase     | N  | Equipo                      | Pilotos                                                | Chasis                              | Neumáticos | Vueltas |
| Pos | Clase     | N  | Equipo                      | Pilotos                                                | Motor                               | Neumáticos | Vueltas |
| --- | --------- | -- | --------------------------- | ------------------------------------------------------ | ----------------------------------- | ---------- | ------- |
| 1   | LMGT1     | 36 | Le Mans Porsche Team        | Yannick Dalmas Hurley Haywood Mauro Baldi              | Dauer 962 Le Mans                   | G          | 344     |
| 1   | LMGT1     | 36 | Le Mans Porsche Team        | Yannick Dalmas Hurley Haywood Mauro Baldi              | Porsche Type-935 3.0 L Turbo Flat-6 | G          | 344     |
| 2   | LMP1 /C90 | 1  | Toyota Team Sard            | Eddie Irvine Mauro Martini Jeff Krosnoff               | Toyota 94C-V                        | D          | 343     |
| 2   | LMP1 /C90 | 1  | Toyota Team Sard            | Eddie Irvine Mauro Martini Jeff Krosnoff               | Toyota R36V 3.6 L Turbo V8          | D          | 343     |
| 3   | LMGT1     | 35 | Le Mans Porsche Team        | Hans-Joachim Stuck Danny Sullivan Thierry Boutsen      | Dauer 962 Le Mans                   | G          | 343     |
| 3   | LMGT1     | 35 | Le Mans Porsche Team        | Hans-Joachim Stuck Danny Sullivan Thierry Boutsen      | Porsche Type-935 3.0 L Turbo Flat-6 | G          | 343     |
| 4   | LMP1 /C90 | 4  | Nisso Trust Racing Team     | Steven Andskär George Fouché Bob Wollek                | Toyota 94C-V                        | D          | 328     |
| 4   | LMP1 /C90 | 4  | Nisso Trust Racing Team     | Steven Andskär George Fouché Bob Wollek                | Toyota R36V 3.6 L Turbo V8          | D          | 328     |
| 5   | IMSA GTS  | 75 | Cunningham Racing           | Steve Millen Johnny O'Connell John Morton              | Nissan 300ZX Turbo                  | Y          | 317     |
| 5   | IMSA GTS  | 75 | Cunningham Racing           | Steve Millen Johnny O'Connell John Morton              | Nissan VG30DETT 3.0 L Turbo V6      | Y          | 317     |
| 6   | LMP1 /C90 | 5  | Gulf Oil Racing             | Derek Bell Robin Donovan Jürgen Lässig                 | Kremer K8 Spyder                    | D          | 316     |
| 6   | LMP1 /C90 | 5  | Gulf Oil Racing             | Derek Bell Robin Donovan Jürgen Lässig                 | Porsche Type-935 3.0 L Turbo Flat-6 | D          | 316     |
| 7   | LMP1 /C90 | 9  | Courage Compétition         | Jean-Louis Ricci Andy Evans Philippe Olczyk            | Courage C32LM                       | M          | 310     |
| 7   | LMP1 /C90 | 9  | Courage Compétition         | Jean-Louis Ricci Andy Evans Philippe Olczyk            | Porsche Type-935 3.0 L Turbo Flat-6 | M          | 310     |
| 8   | LMGT2     | 52 | Larbre Compétition          | Jesús Pareja Dominique Dupuy Carlos Palau              | Porsche 911 Carrera RSR             | M          | 307     |
| 8   | LMGT2     | 52 | Larbre Compétition          | Jesús Pareja Dominique Dupuy Carlos Palau              | Porsche 3.8 L Flat-6                | M          | 307     |
| 9   | LMGT2     | 54 | Écurie Biennoise            | Enzo Calderari Lilian Bryner Renato Mastropietro       | Porsche 911 Carrera RSR             | P          | 299     |
| 9   | LMGT2     | 54 | Écurie Biennoise            | Enzo Calderari Lilian Bryner Renato Mastropietro       | Porsche 3.8 L Flat-6                | P          | 299     |
| 10  | LMGT2     | 59 | Konrad Motorsport           | Cor Euser Patrick Huisman Matiaz Tomlje                | Porsche 911 Carrera RSR             | P          | 295     |
| 10  | LMGT2     | 59 | Konrad Motorsport           | Cor Euser Patrick Huisman Matiaz Tomlje                | Porsche 3.8 L Flat-6                | P          | 295     |
| 11  | LMGT2     | 57 | Repsol Ferrari España       | Alfonso de Orleans Tomás Saldaña Andrés Vilariño       | Ferrari 348 GTC-LM                  | P          | 276     |
| 11  | LMGT2     | 57 | Repsol Ferrari España       | Alfonso de Orleans Tomás Saldaña Andrés Vilariño       | Ferrari 3.4 L V8                    | P          | 276     |
| 12  | LMGT1     | 40 | Rent-A-Car Racing           | René Arnoux Justin Bell Bertrand Balas                 | Dodge Viper RT/10                   | M          | 273     |
| 12  | LMGT1     | 40 | Rent-A-Car Racing           | René Arnoux Justin Bell Bertrand Balas                 | Dodge 8.0 L V10                     | M          | 273     |
| 13  | LMGT2     | 60 | Legeay Sports Mécanique     | Benjamin Roy Luc Galmard Jean-Claude Police            | Alpine A610                         | M          | 272     |
| 13  | LMGT2     | 60 | Legeay Sports Mécanique     | Benjamin Roy Luc Galmard Jean-Claude Police            | Renault PRV 3.0 L Turbo V6          | M          | 272     |
| 14  | LMGT2     | 48 | Kremer Honda Racing         | Armin Hahne Christophe Bouchut Bertrand Gachot         | Honda NSX                           | D          | 257     |
| 14  | LMGT2     | 48 | Kremer Honda Racing         | Armin Hahne Christophe Bouchut Bertrand Gachot         | Honda 3.0 L V6                      | D          | 257     |
| 15  | IMSA GTS  | 74 | Team Artnature              | Yojiro Terada Franck Fréon Pierre de Thoisy            | Mazda RX-7 GTO                      | D          | 250     |
| 15  | IMSA GTS  | 74 | Team Artnature              | Yojiro Terada Franck Fréon Pierre de Thoisy            | Mazda 13J 2.0 L 3-Rotor             | D          | 250     |
| 16  | LMGT2     | 46 | Kremer Honda Racing         | Philippe Favre Hideki Okada Kazuo Shimizu              | Honda NSX                           | D          | 240     |
| 16  | LMGT2     | 46 | Kremer Honda Racing         | Philippe Favre Hideki Okada Kazuo Shimizu              | Honda 3.0 L V6                      | D          | 240     |
| 17  | LMGT2     | 68 | Agusta Racing Team          | Jean-Louis Sirera Antonio Puig Xavier Camp             | Venturi 400GTR                      | D          | 225     |
| 17  | LMGT2     | 68 | Agusta Racing Team          | Jean-Louis Sirera Antonio Puig Xavier Camp             | Renault PRV 3.0 L Turbo V6          | D          | 225     |
| 18  | LMGT2     | 47 | Kremer Honda/Team Kunimitsu | Kunimitsu Takahashi Keiichi Tsuchiya Akira Iida        | Honda NSX                           | Y          | 222     |
| 18  | LMGT2     | 47 | Kremer Honda/Team Kunimitsu | Kunimitsu Takahashi Keiichi Tsuchiya Akira Iida        | Honda 3.0 L V6                      | Y          | 222     |
| NC  | LMGT1     | 41 | Rent-A-Car Racing           | François Migault Denis Morin Philippe Gache            | Dodge Viper RT/10                   | M          | 225     |
| NC  | LMGT1     | 41 | Rent-A-Car Racing           | François Migault Denis Morin Philippe Gache            | Dodge 8.0 L V10                     | M          | 225     |
| NC  | LMGT1     | 30 | BBA Sport et Compétition    | Jean-Luc Maury-Laribière Bernard Chauvin Hervé Poulain | Venturi 600LM                       | D          | 221     |
| NC  | LMGT1     | 30 | BBA Sport et Compétition    | Jean-Luc Maury-Laribière Bernard Chauvin Hervé Poulain | Renault PRV 3.0 L Turbo V6          | D          | 221     |
| NC  | LMGT1     | 37 | ADA Engineering             | Dominic Chappell Jonathan Baker Phil Andrews           | De Tomaso Pantera                   | G          | 210     |
| NC  | LMGT1     | 37 | ADA Engineering             | Dominic Chappell Jonathan Baker Phil Andrews           | Ford 5.0 L V8                       | G          | 210     |
| NC  | LMP1 /C90 | 6  | ADA Team Nippon             | Jun Harada Tomiko Yoshikawa Masahiko Kondo             | Porsche 962C GTi                    | G          | 189     |
| NC  | LMP1 /C90 | 6  | ADA Team Nippon             | Jun Harada Tomiko Yoshikawa Masahiko Kondo             | Porsche Type-935 3.0 L Turbo Flat-6 | G          | 189     |
| NC  | LMGT2     | 65 | Agusta Racing Team          | Stéphane Ratel Franz Hunkeler Edouard Chaufour         | Venturi 400GTR                      | D          | 137     |
| NC  | LMGT2     | 65 | Agusta Racing Team          | Stéphane Ratel Franz Hunkeler Edouard Chaufour         | Renault PRV 3.0 L Turbo V6          | D          | 137     |
| DNF | LMGT1     | 34 | Michel Hommell              | Alain Cudini Éric Hélary Jean-Christophe Boullion      | Bugatti EB110 SS                    | M          | 230     |
| DNF | LMGT1     | 34 | Michel Hommell              | Alain Cudini Éric Hélary Jean-Christophe Boullion      | Bugatti 3.5 L Turbo V12             | M          | 230     |
| DNF | LMP1 /C90 | 2  | Courage Compétition         | Henri Pescarolo Alain Ferté Franck Lagorce             | Courage C32LM                       | M          | 142     |
| DNF | LMP1 /C90 | 2  | Courage Compétition         | Henri Pescarolo Alain Ferté Franck Lagorce             | Porsche Type-935 3.0 L Turbo Flat-6 | M          | 142     |
| DNF | LMGT1     | 31 | Agusta Racing Team          | Riccardo Agusta Michel Krine Almo Coppelli             | Venturi 600LM                       | D          | 115     |
| DNF | LMGT1     | 31 | Agusta Racing Team          | Riccardo Agusta Michel Krine Almo Coppelli             | Renault PRV 3.0 L Turbo V6          | D          | 115     |
| DNF | LMGT1     | 38 | Jacadi Racing               | Michel Ferté Olivier Grouillard Michel Neugarten       | Venturi 600LM                       | M          | 107     |
| DNF | LMGT1     | 38 | Jacadi Racing               | Michel Ferté Olivier Grouillard Michel Neugarten       | Renault PRV 3.0 L Turbo V6          | M          | 107     |
| DNF | LMP1 /C90 | 3  | Courage Compétition         | Lionel Robert Pascal Fabre Pierri-Henri Raphanel       | Courage C32LM                       | M          | 107     |
| DNF | LMP1 /C90 | 3  | Courage Compétition         | Lionel Robert Pascal Fabre Pierri-Henri Raphanel       | Porsche Type-935 3.0 L Turbo Flat-6 | M          | 107     |
| DNF | LMP2      | 21 | Welter Racing               | Patrick Gonin Pierre Petit                             | WR LM93                             | M          | 104     |
| DNF | LMP2      | 21 | Welter Racing               | Patrick Gonin Pierre Petit                             | Peugeot 2.0 L Turbo V6              | M          | 104     |
| DNF | LMGT1     | 33 | Patrick Nève Racing         | Franz Konrad Antônio Hermann de Azevedo Mike Sommer    | Porsche 911 Turbo                   | P          | 100     |
| DNF | LMGT1     | 33 | Patrick Nève Racing         | Franz Konrad Antônio Hermann de Azevedo Mike Sommer    | Porsche 3.6 L Turbo Flat-6          | P          | 100     |
| DNF | LMP1 /C90 | 7  | Stealth Engineering/SBF     | Dominique Lacaud Sylvain Boulay Bernard Robin          | ALD 06                              | G          | 96      |
| DNF | LMP1 /C90 | 7  | Stealth Engineering/SBF     | Dominique Lacaud Sylvain Boulay Bernard Robin          | BMW M88 3.5 L I6                    | G          | 96      |
| DNF | LMGT2     | 49 | Porsche Flymo Mobil Alméras | Jacques Laffite Jacques Alméras Jean-Marie Alméras     | Porsche 911 Carrera RSR             | P          | 94      |
| DNF | LMGT2     | 49 | Porsche Flymo Mobil Alméras | Jacques Laffite Jacques Alméras Jean-Marie Alméras     | Porsche 3.8 L Flat-6                | P          | 94      |
| DNF | LMP2      | 22 | Welter Racing               | Hervé Regout Jean-François Yvon Jean-Paul Libert       | WR LM93                             | M          | 86      |
| DNF | LMP2      | 22 | Welter Racing               | Hervé Regout Jean-François Yvon Jean-Paul Libert       | Peugeot 2.0 L Turbo V6              | M          | 86      |
| DNF | LMGT2     | 58 | Seikel Motorsport           | Thomas Bscher Lindsay Owen-Jones John Nielsen          | Porsche 968 Turbo RS                | Y          | 84      |
| DNF | LMGT2     | 58 | Seikel Motorsport           | Thomas Bscher Lindsay Owen-Jones John Nielsen          | Porsche 3.0 L Turbo I4              | Y          | 84      |
| DNF | LMP2      | 20 | Didier Bonnet               | Georges Tessier Pascal Dro Bernard Santal              | Debora LMP294                       | P          | 79      |
| DNF | LMP2      | 20 | Didier Bonnet               | Georges Tessier Pascal Dro Bernard Santal              | Alfa Romeo 3.0 L V6                 | P          | 79      |
| DNF | LMP1 /C90 | 8  | Roland Bassaler             | Nicolas Minassian Patrick Bourdais Olivier Couvrier    | Alpa LM                             | G          | 64      |
| DNF | LMP1 /C90 | 8  | Roland Bassaler             | Nicolas Minassian Patrick Bourdais Olivier Couvrier    | Ford Cosworth DFL 3.5 L V8          | G          | 64      |
| DNF | LMGT2     | 50 | Larbre Compétition          | Pierre Yver Jack Leconte Jean-Luc Chéreau              | Porsche 911 Carrera RSR             | M          | 62      |
| DNF | LMGT2     | 50 | Larbre Compétition          | Pierre Yver Jack Leconte Jean-Luc Chéreau              | Porsche 3.8 L Flat-6                | M          | 62      |
| DNF | LMGT2     | 62 | Lotus Sport/Chamberlain     | Richard Piper Peter Hardman Olindo Iacobelli           | Lotus Esprit Sport 300              | M          | 59      |
| DNF | LMGT2     | 62 | Lotus Sport/Chamberlain     | Richard Piper Peter Hardman Olindo Iacobelli           | Lotus 2.2 L Turbo I4                | M          | 59      |
| DNF | LMGT2     | 55 | Simpson Engineering         | Robin Smith Stefano Sebastiani Tetsuya Ota             | Ferrari 348 LM                      | Y          | 57      |
| DNF | LMGT2     | 55 | Simpson Engineering         | Robin Smith Stefano Sebastiani Tetsuya Ota             | Ferrari 3.4 L V8                    | Y          | 57      |
| DNF | LMGT2     | 45 | Heico Service               | Ulrich Richter Karl-Heinz Wlazik Dirk Ebeling          | Porsche 911 Carrera RSR             | P          | 57      |
| DNF | LMGT2     | 45 | Heico Service               | Ulrich Richter Karl-Heinz Wlazik Dirk Ebeling          | Porsche 3.8 L Flat-6                | P          | 57      |
| DNF | LMGT1     | 29 | Obermaier                   | Anders Olofsson Sandro Angelastro Max Angelelli        | Ferrari F40 GTE                     | P          | 51      |
| DNF | LMGT1     | 29 | Obermaier                   | Anders Olofsson Sandro Angelastro Max Angelelli        | Ferrari 3.0 L Turbo V8              | P          | 51      |
| DNF | LMGT2     | 63 | Chamberlain Engineering     | Rob Wilson David Brodie William Hewland                | Harrier LR9C                        | D          | 45      |
| DNF | LMGT2     | 63 | Chamberlain Engineering     | Rob Wilson David Brodie William Hewland                | Ford Cosworth YBT 2.0 L Turbo I4    | D          | 45      |
| DNF | LMGT2     | 56 | Elf Haberthur Racing        | Olivier Haberthur Patrice Goueslard Patrick Vuillaume  | Porsche 911 Turbo 3.6               | G          | 42      |
| DNF | LMGT2     | 56 | Elf Haberthur Racing        | Olivier Haberthur Patrice Goueslard Patrick Vuillaume  | Porsche 3.6 L Turbo Flat-6          | G          | 42      |
| DNF | LMGT2     | 66 | Erik Henriksen              | Ray Bellm Harry Nuttall Charles Rickett                | Porsche 911 Carrera RSR             | G          | 34      |
| DNF | LMGT2     | 66 | Erik Henriksen              | Ray Bellm Harry Nuttall Charles Rickett                | Porsche 3.8 L Flat-6                | G          | 34      |
| DNF | LMGT2     | 61 | Lotus Sport/Chamberlain     | Thorkild Thyrring Klaas Zwart Andreas Fuchs            | Lotus Esprit Sport 300              | M          | 28      |
| DNF | LMGT2     | 61 | Lotus Sport/Chamberlain     | Thorkild Thyrring Klaas Zwart Andreas Fuchs            | Lotus 2.2 L Turbo I4                | M          | 28      |
| DNF | IMSA GTS  | 76 | Cunningham Racing           | Eric van de Poele Paul Gentilozzi Shunji Kasuya        | Nissan 300ZX Turbo                  | Y          | 25      |
| DNF | IMSA GTS  | 76 | Cunningham Racing           | Eric van de Poele Paul Gentilozzi Shunji Kasuya        | Nissan VRH35 3.0 L Turbo V6         | Y          | 25      |
| DNF | LMGT2     | 64 | Ferrari Club Italia         | Oscar Larrauri Fabio Mancini Joël Gouhier              | Ferrari 348 GTC-LM                  | P          | 23      |
| DNF | LMGT2     | 64 | Ferrari Club Italia         | Oscar Larrauri Fabio Mancini Joël Gouhier              | Ferrari 3.4 L V8                    | P          | 23      |
| DSQ | LMGT2     | 51 | Callaway Sport              | Frank Jelinski Boris Said Michel Maisonneuve           | Callaway Corvette                   | Y          | 142     |
| DSQ | LMGT2     | 51 | Callaway Sport              | Frank Jelinski Boris Said Michel Maisonneuve           | Chevrolet 6.2 L V8                  | Y          | 142     |

## Estadísticas
- Pole Position - Alain Ferté, # 2 Courage Compétition - 3:51.058
- Vuelta más rápida - Thierry Boutsen, # 35 LeMans Porsche Team - 3:52.543, vuelta 243
- Distancia del ganador - 4678.4 km
- Velocidad media - 195.238 km/h
- La velocidad de la trampa más alta: Dauer 962 Le Mans - 365 km/h (práctica)
- Asistencia - 140000
- La última vez cuando el equipo ingresó solo a dos pilotos para un auto de carreras (Auto # 21)